# Geranoaetus
Genre
Geranoaetus est un genre de rapaces de la famille des Accipitridae.

## Liste des espèces
D'après la classification de référence (version 14.1, 2024) de l'Union internationale des ornithologues, il y a 3 espèces du genre Geranoaetus (ordre philogénique) :
- Geranoaetus melanoleucus (Vieillot, 1816) — Buse aguia ;
  - Geranoaetus albicaudatus hypospodius (Gurney, 1876) ;
  - Geranoaetus albicaudatus colonus (Berlepsch, 1892) ;
  - Geranoaetus albicaudatus albicaudatus (Vieillot, 1816) ;
- Geranoaetus polyosoma (Quoy & Gaimard, 1824) — Buse tricolore ;
  - Geranoaetus polyosoma polyosoma (Quoy & Gaimard, 1824) ;
  - Geranoaetus polyosoma exsul (Salvin, 1875) ;
  - Geranoaetus polyosoma poecilochrous (Gurney, 1879) ;
  - Geranoaetus polyosoma fjeldsai (Cabot, J & de Vries, 2009) ;
- Geranoaetus albicautatus (Vieillot, 1819) — Buse à queue blanche ;
  - Geranoaetus melanoleucus australis Swann, 1922 ;
  - Geranoaetus melanoleucus melanoleucus (Vieillot, 1819).